# Lavallière (couleur)
Pour les articles homonymes, voir Lavallière (homonymie).

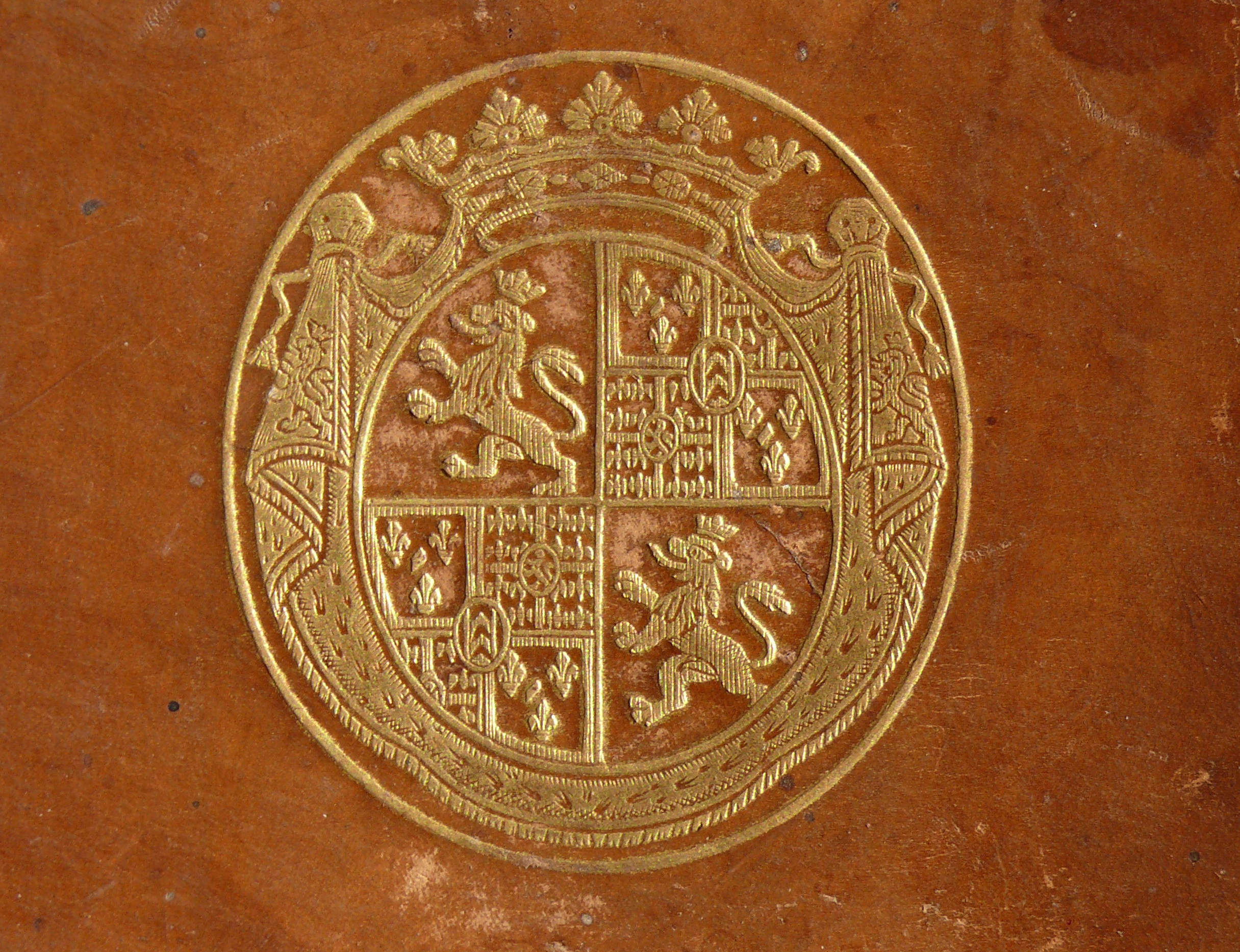
Armoiries sur une reliure en veau Lavallière.

Lavallière est un terme de reliure qui désigne une couleur brun clair tirant sur la couleur feuille-morte.

## Descriptions de la reliure Lavallière
« Le maroquin Lavallière, avec sa nuance effacée et ses tons gris-poussière, apparaît à son tour, précurseur des reliures en veau-écaille, à la mode aux approches de la Révolution. »

— Bulletin monumental, 1858.
On trouve aussi « les cheveux blonds-châtains comme du maroquin Lavallière » (1878) ; à propos du relieur Pierre-Marcellin Lortic, « Nul relieur n'a, comme lui, l'art d'écraser une peau et de faire de sa surface polie, la glace fauve qu'il obtient dans le brun d'un maroquin LaVallière » (1889).
La lavallière est une forme de cravate. Ces deux expressions dérivent des noms de deux personnes de la même famille, du XVIIIe siècle.

## Nuanciers
Un nuancier moderne donne M14 Lavallière.